# Мануїл I
Мануї́л I або Мануїл Комнін Великий (грец. Μανουήλ Α' Κομνηνός ο Μέγας; 28 листопада 1118 — 24 вересня 1180) — імператор Східної Римської імперії між 1143 та 1180 роками з династії Комнінів.
За старою традицією Римської імперії Мануїл прийняв титули перемоги з назвами тих народів, яких перемагав, або які знаходились у васальній залежності: Isauricus, Cilicius, Armenicus, Dalmaticus, Ugricus, Bosniacus, Chrobaticus, Lazicus, Ibericus, Bulgaricus, Serbicus, Zikhicus, Azaricus, Gothicus — переможець Ісаврії, Кілікії, Вірменії, Далмації, Угрів, Боснії, Хорватії, Лазії, Іберії, Болгарії, Сербії, Зіхії, Азарії, Ґотів.

## Життєпис

Прапор роду Комнінів і Візантійської імперії під час їх правлення

Мануїл I прийшов до влади в критичний момент для історії Візантії та усього Середземномор'я, коли християнські держави намагалися відвоювати втрачені території, що були захоплені мусульманами. Вів активну зовнішню політику, укладаючи союзи з римським Папою та хрестоносцями.
Мануїла I часто називають «латинофілом». Він і справді був не схожим на своїх попередників на константинопольському престолі. Не намагався демонструвати набожність і релігійний аскетизм. Привселюдно сперечався з питань віри із самим патріархом. Захоплювався астрологією і медициною. Любив веселощі, бенкети й лицарські турніри в західному стилі, у яких і сам залюбки брав участь та перемагав. Візантійське військо було реформоване Мануїлом I за західним зразком — лицарі, з яких воно складалося, отримували за службу землі із прикріпленими до них селянами. Імператор охоче брав на службу іноземців, роздавав маєтки васалам-іновірцям і заохочував переселення до Константинополя італійських торгівців.
Утім, «латинофілію» Мануїла I насправді перебільшують. Никита Хоніат, що завдячував імператору своєю кар‘єрою і добре знав його мотиви, згадував, що насправді василевс католиків остерігався, бо вважав їх жадібними та зарозумілими. Як справжній Комнін імператор головною своєю метою бачив відродження величі Візантії — як колишньої і майбутньої світової імперії. Її підданими вже за визначенням мали бути і православні, і католики — тож у розпалюванні ворожнечі між ними Мануїл I не був зацікавлений.
Мануїл I відбив наступ норманів на Балкани, відвоював у сельджуків значну частину Малої Азії, візантійську владу, зрештою, визнали держави хрестоносців, зокрема князівство Антіохія, в Угорщини імператору вдалося відвоювати Хорватію та Далмацію (1164). Зверхність імперії визнала сербське князівство Рашка. Візантійці розпочали наступ в Італії, що донедавна здавалася втраченою для них назавжди.
Однак плани василевса були перекреслені поразкою від сельджуків під Міриокефалоном у 1176 році. Після чого почалися виступи невдоволених «поступливістю» василевса в стосунках із Заходом. Перша хвиля «антикатолицьких» заворушень прокотилася Візантією ще за правління Мануїла I, а після його смерті спалахнуло народне повстання в Константинополі (1181), що стало початком громадянської війни в імперії. Євстафій Солунський казав, що зі смертю Мануїла I імперія занурилася в темряву, подібну на сонячне затемнення, і «все, що залишалося в ромеїв цілим, загинуло».

## Відносини з Київською Руссю
Мануїл Комнін прагнув залучити князів Київської Русі на свій бік як союзників у відносинах з Угорщиною, у протистоянні з Причорноморськими кочівниками та, в меншій мірі, із Сицилією.
У кінці 1140-х за владу в Київській Русі боролися три князі: Великий князь Київський Ізяслав Мстиславич (син Мстислава Великого), який був пов'язаний з угорським королем Ґезою II, що протистояв імперії; князь Ростово-Суздальський Юрій Долгорукий; Галицький князь Володимирко Володаревич, що вважався васалом імператора (hypospondos).
Саме розташоване на півночі і сході Угорщини Галицьке князівство (що простягалось від Галичини й Закарпаття до Поділля й Чорного моря) відігравало важливу роль під час воєн між Візантією і Угорщиною. Зі смертями князів Ізяслава і Володимирка ситуація змінилася: Київ захопив Юрій Долгорукій, а новий Галицький князь Ярослав Осмомисл став союзником угорців, хоча й намагався підтримувати дружні зв'язки з Візантією та імператором Священної Римської імперії Фрідріхом І Барбароссою.
У 1164—1165 роках двоюрідний брат Мануїла — Андронік Комнін — утік з Візантії, прибув до двору Ярослава Осмомисла й намагався створити антиімператорську коаліцію з князів Київської Русі, Угорщини та половців. Ця ситуація створювала серйозну загрозу для імператорського престолу, і Мануїл вирішив домовитись зі своїм кузеном, помилувавши його і дозволивши повернутися в Константинополь (1165 р.).
З Великим князем Київським Ростиславом І Мстиславичем був укладений договір про виставлення для потреб імперії військового загону, а Ярослав Осмомисл погодився повернутися під ромейську опіку й знову стати васалом Східної Римської імперії. Галицький князь пізніше допоміг Візантії своєю участю у війні з половцями.
Дружба з Великим князівством Київським та Галицьким князівством була вигідна Мануїлу І, який відправив у 1166 році дві армії в похід проти угорців. Перше військо увійшло в Угорське королівство через Південні Карпати, а друге за допомогою Ярослава Осмомисла пройшло через українські Карпати. Оскільки супротивник зосередив свої війська біля Сірмії і Белграду, візантійці повністю розорили Трансільванію.